# Oligostigma grisealis
Oligostigma grisealis là một loài bướm đêm trong họ Crambidae.